# Tegula kusairo
Tegula kusairo Yamazaki, Hirano, Chiba & Fukuda, 2020 è una specie di mollusco gasteropode marino dotato di conchiglia appartenente alla famiglia Tegulidae.
Scoperta nel 2020 in Giappone da Yamazaki, Hirano, Chiba e Fukuda, è una lumaca marina commestibile. La specie è stata verificata dall'Università del Tōhoku e dall'Università di Okayama.